# Campionato europeo di taekwondo 1992
Il IX Campionato Europeo di Taekwondo si è disputato a Valencia, in Spagna, tra il 18 e il 25 maggio 1992.

## Medagliati

### Maschile
| Specialità | Oro                      | Argento                      | Bronzo                                              |
| -50 kg     | Gergely Salim Danimarca  | Harun Ateş Turchia           | Javier Argudo Spagna / Vito Toraldo Italia          |
| 54 kg      | Gabriel Esparza Spagna   | Abror Haider Danimarca       | Sedat Berkdemir Turchia / Marc Wennmann Germania    |
| 58 kg      | Josef Salim Danimarca    | Kadir Yağız Turchia          | Ángel Alonso Spagna / Leonard Glasnovic Svezia      |
| 64 kg      | Musa Cicek Germania      | Ekrem Boyalı Turchia         | Spyros Badas Grecia / Youssef Lharraki Danimarca    |
| 70 kg      | José Santolaria Spagna   | Mustafa Elmalı Turchia       | John Kelly Regno Unito / Ercan Özkuru Germania      |
| 76 kg      | Marcello Pezzolla Italia | Antonio Pérez Acevedo Spagna | Eric Haeljcio Francia / Sten Knuth Danimarca        |
| 83 kg      | Mikaël Meloul Francia    | Ivan Brljevic Svezia         | Jos Bouwhuis Paesi Bassi / Marcus Nitschke Germania |
| +83 kg     | Oliver Schawe Germania   | José Luis Álvarez Spagna     | Cezmi Kizilay Turchia / Ivan Radoš Croazia          |

### Femminile
| Specialità | Oro                       | Argento                         | Bronzo                                               |
| -43 kg     | Gülnur Yerlisu Turchia    | Helle Panzieri Danimarca        | Edurne Berrio Spagna / Jolanthe Broll Germania       |
| 47 kg      | Elisabet Delgado Spagna   | Arzu Tan Turchia                | Christelle Hjamdu Francia / Kristina Persson Svezia  |
| 51 kg      | Rosário Solis Spagna      | Döndü Şahin Turchia             | Trine Nielsen Danimarca / Cathrin Vetter Germania    |
| 55 kg      | Nuray Deliktaş Turchia    | Josefina López Spagna           | Stéphanie Dhaeye Francia / Marianna Engrich Ungheria |
| 60 kg      | Patricia Reynolds Francia | Minouchka Thielmann Paesi Bassi | Judith Pirchmoser Austria / Karn Schwartz Danimarca  |
| 65 kg      | Sonny Seidel Germania     | Morfu Drosidou Grecia           | Brigitte Gefroy Francia / Hellen Jakobsen Danimarca  |
| 70 kg      | Coral Bistuer Spagna      | Anke Girg Germania              | Ayda Kendi Turchia / Theano Ketesidou Grecia         |
| +70 kg     | Sandra Martín Spagna      | Abbe Kıvrık Turchia             | Gethimani Orfanidou Grecia / Anna Widehov Svezia     |

## Medagliere
| Posizione | Paese       | Oro | Argento | Bronzo | Totale |
| --------- | ----------- | --- | ------- | ------ | ------ |
| 1         | Spagna      | 6   | 3       | 3      | 12     |
| 2         | Germania    | 3   | 1       | 5      | 9      |
| 3         | Turchia     | 2   | 7       | 3      | 13     |
| 4         | Danimarca   | 2   | 2       | 5      | 9      |
| 5         | Francia     | 2   | 0       | 4      | 6      |
| 6         | Italia      | 1   | 0       | 1      | 2      |
| 7         | Grecia      | 0   | 1       | 3      | 4      |
| 7         | Svezia      | 0   | 1       | 3      | 4      |
| 9         | Paesi Bassi | 0   | 1       | 1      | 2      |
| 10        | Austria     | 0   | 0       | 1      | 1      |
| 10        | Croazia     | 0   | 0       | 1      | 1      |
| 10        | Ungheria    | 0   | 0       | 1      | 1      |
| 10        | Regno Unito | 0   | 0       | 1      | 1      |
|           | TOTALE      | 16  | 16      | 32     | 64     |